# 4608 Вудгауз
4608 Вудгауз (4608 Wodehouse) — астероїд головного поясу, відкритий 19 січня 1988 року.
Тіссеранів параметр щодо Юпітера — 3,507.
Названо на честь Пелема Ґренвіля Вудгауза (англ. Sir Pelham Grenville Wodehouse, 1881 — 1975) — популярного англійського письменника-гумориста та драматурга.